# ハロー! J-POP 音タク
ハロー! J-POP 音タク(ハロー!ジェイポップ おとタク)は、HBCラジオで放送している音楽番組。本番組では、姉妹番組「音タクベストテン!」についても記述する。

## 概要
卓田和広をMCに据え、日本の音楽シーンを彩ったJ-POPの名曲を数多く取り上げる音楽番組。主に1975年から2010年までの楽曲を対象として、1980年代から1990年代を中心にヒット曲から隠れた名曲まで時代を超えて愛されるJ-POPを紹介する。2018年秋に開始し、初年度の聴取率調査にて時間帯1位を獲得し好評を得たことから翌年春からは姉妹番組として30分間のランキング番組「音タクベストテン!」を開始。その後ナイターオフ期間となる年度下半期にワイド番組として本番組を実施し、上半期は「音タクベストテン!」を放送するサイクルで展開している。

## 主なコーナー
- 音タクベストテン![6][7]
  - 過去のヒット曲を今の気分で味わうリクエストランキング企画。番組の最後に紹介される放送週と同時期の主に1975年から2015年までを中心とした過去のヒットチャートを元に「この時期に聞きたい曲」として番組側で選曲した「参考曲」（初期は「候補曲」）10曲を中心に、リスナーからのリクエストを加味してランキングを制作し翌週にトップ10の結果を紹介するとともに、ランクイン楽曲の歌手のライブ情報等の近況も紹介する。リクエストは通常火曜正午、2024年度下半期は日曜一杯までの受付としている。年度上半期は本企画のみの「音タクベストテン!」として放送。
- 音タク名盤アワー[8]
  - 毎回1枚のアルバムをテーマに、楽曲に関するエピソードなどとともに収録曲から4-5曲を紹介する。
- 音タクお悩み相談「友達の話なんだけど・・・」
  - 週替りの友達からの悩みの質問テーマに対し、アドバイスなどの回答をJ-POPの歌詞で答えるコーナー。2024年度実施。リスナーからは歌詞回答ネタの他お題となる悩みも募集する。
- 何かでイントロクイズ[9]
  - 週替りのHBCアナウンサーやラジオパーソナリティに楽器などである1曲のイントロを演奏してもらいクイズとして出題。問題音源の後CMを挟んで再度問題音源と出題者からの感想と正解発表の音源を流し、リスナーからの感想メッセージの後正解楽曲のフル音源を流す。
- ハロー!80's & 90's
  - 80年代から90年代にかけての隠れた名曲のリクエストを紹介する。上半期「音タクベストテン!」期間に6位発表と5位発表の間で実施。

過去のコーナー
- 音タクニュース
  - 時事ニュースや個人的な話題など幅広いトピックスの紹介とともに、それに対するコメントをJ-POPの歌詞で答えるコーナー。2022年度実施[9]。
- 3時のリクエスト[9]
  - リスナーからのリクエストを紹介する。
- シチュエーション大作戦[10]
  - 週替りのテーマで日常の出来事や思いがけない事などシチュエーションに応じて思い浮かぶJ-POPのフレーズを募集するコーナー。2020年度実施。テーマは主に「夫婦ゲンカの翌朝に関係修復を試みる大作戦「FGYKK大作戦」」等シチュエーション文をアルファベット複数個で略した「○○大作戦」の形式で出題される[11]。
- 音タクコール&レスポンス[12]
  - 感染症対策でコール&レスポンスが難しい状況に、音楽で楽しくレスポンスを行うコンセプトで番組から投げかけるメッセージや問いに対するJ-POPのフレーズを募集するコーナー。2021年度実施。
- 音タクしりとり[13]
  - 曲名や歌い出しの歌詞をもちいてしりとりをするリスナー参加型コーナー。2019年度実施。
- J-POPと私[14]→J-POPとときどき私[13][14]
  - アーティストゲストやHBCアナウンサーやパーソナリティが思い出のJ-POPを1曲紹介する。2018年度に「J-POPと私」、2019年度からは「J-POPとときどき私」として不定期実施。
- 流行GO![14]
  - 毎週一つの流行語をテーマに、当時の時代を振り返る。2018年度実施。
- TEPPAN
  - 「人は様々な状況に置かれたとき思わずとってしまうお決まりのリアクションや、つい口にしてしまうフレーズがある」とのコンセプトで[15]、週替りのあるシチュエーションのテーマに応じて、それに対する反応の一言をJ-POPの歌詞で答える大喜利コーナー[16]。2023年度下半期に実施[15]。
- 卓田の「これ聴いてみればいいっしょ」[17]
  - 卓田が思い出に残る曲など、毎週個人的なおすすめの1曲を選曲する。2018年度下半期の番組当初から実施、その後2024年度下半期は実施せず。

## 放送時間
ハロー! J-POP 音タク（下半期）
- 2018 - 2019年度：日曜13:30 - 16:00[3][18][19]
- 2020 - 2022年度：日曜13:30 - 17:00[20][21][22]
  - 「ベストテンほっかいどう」終了に合わせ拡大。
- 2023年度 日曜13:30 - 16:30[23]
  - 「きくスポ!」開始に伴い30分縮小。
- 2024年度：水曜22:00 - 24:00[24]

音タクベストテン!（上半期）
- 2019年度 - ：月曜18:30 - 19:00[25][26][27][28][29]
- 再放送：2020年4月 - 9月 月曜1:00 - 1:30（日曜深夜）[26]